# Pamela Meyer-Arndt
Pamela Meyer-Arndt (* 4. April 1967 in Köln) ist eine deutsche Autorin und Regisseurin für Dokumentarfilm.

## Leben
Pamela Meyer-Arndt wuchs in Bensberg und Köln auf. Sie studierte Visuelle Kommunikation mit Schwerpunkt Film an der Hochschule für Bildende Künste Hamburg und an der Tisch School of the Arts New York University Film and Television. Sie lebte vier Jahre in New York City.
In den 90er Jahren arbeitete sie bei internationalen Spielfilmen in verschiedenen Funktionen der Crew. Unter anderem bei I Love you, I Love you not (1996) von Billy Hopkins, bei The Shooting Gallery Filmproductions und dem New Yorker Filmemacher Amos Poe. In Deutschland war sie Regieassistentin bei Härtetest (1998). Seit 2006 ist sie als Autorin, Regisseurin für dokumentarische Formate für Kino und das öffentlich-rechtliche Fernsehen tätig. Ihre Schwerpunkte sind Biografien, Kunst und Fotografie.
Meyer-Arndt erhielt Stipendien von Deutscher Akademischer Austauschdienst, der DEFA-Stiftung und wurde von der Kulturstiftung des Bundes gefördert.
Sie ist Mitglied bei der Arbeitsgemeinschaft Dokumentarfilm (AG DOK) und im Berufsverband Bildender Künstler*innen Berlin.

## Filmografie (Auswahl)
- 1991: What’s up Amos Poe (Kurz-Dokumentarfilm)
- 1993: Hotel 17 (Kurz-Dokumentarfilm)
- 2006: Ostfotografinnen, MDR, WDR, 3sat, (85 min) mit den Fotografinnen Sibylle Bergemann, Helga Paris und Gundula Schulze Eldowy[2][3]
- 2006: Die Märchenhafte (30 min) mit der Fotografin Sibylle Bergemann
- 2009: Wendezeiten (30 min) mit den Komponisten Helmut Lachenmann, Georg Katzer und Helmut Oehring
- 2010: Dorfliebe, MDR, (87 min)[4] mit den Fotografen Ute Mahler und Werner Mahler
- 2019: Roger Melis – der Fotograf der Ostdeutschen (30 min), MDR, Roger Melis[5]
- 2022: Rebellinnen – Fotografie. Underground. DDR.[6]